# Kulinarna miłość
Kulinarna miłość (ang. Love's Kitchen lub No Ordinary Trifle) – brytyjska komedia romantyczna z gatunku dramat z 2011 roku wyreżyserowana przez Jamesa Hackinga. Wyprodukowana przez Just Nuts Films i Trifle Films.
Premiera filmu miała miejsce 24 czerwca 2011 w Wielkiej Brytanii.

## Fabuła
Rob Haley (Dougray Scott) jest cenionym szefem kuchni w londyńskiej restauracji. Po tragicznej śmierci żony traci zapał do gotowania. Razem z córką wyjeżdża na prowincję, aby tam odzyskać spokój. Nowi przyjaciele podsuwają mu pomysł, by stary pub przemienić w prawdziwą restaurację.

## Obsada
Źródło: Filmweb
- Claire Forlani jako Kate Templeton
- Dougray Scott jako Rob Haley
- Michelle Ryan jako Shauna
- Simon Callow jako Guy Witherspoon
- Cherie Lunghi jako Margaret
- Lee Boardman jako Loz
- Peter Bowles jako Max Templeton
- Caroline Langrishe jako Liz
- Joshua Bowman jako Roberto
- Adam Fogerty jako Terry
- Gordon Ramsay jako on sam

i inni.

## Produkcja
Zdjęcia do filmu kręcono w Borehamwood i Letchmore Heath w Anglii w Wielkiej Brytanii.